# Kidatu
Kidatu ist eine Stadt in Tansania. Der Wahlbezirk (Ward) hatte bei der Volkszählung 2012 eine Einwohnerzahl von 32.589. Die Stadt liegt in Kilombero, einem Distrikt der Region Morogoro.

## Geografie

### Lage
Im Westen von Kidatu steigen die Udzungwa-Berge an, im Norden fließt der Ruaha-Fluss, nach Südosten breitet sich eine Ebene aus, die bis zum 50 Kilometer entfernten Sumpfgebiet des Kilombero bei Ifakara reicht. Die Stadt liegt etwa 300 Meter über dem Meer. Die Entfernung nach Morogoro im Nordosten beträgt 157 Kilometer, Daressalam ist 350 Kilometer entfernt.

### Klima
Das Klima in Kidatu ist tropisch mit geringen Niederschlägen im Winter. Die wenigsten Regentage hat der Juli, insgesamt fallen im Jahr 1226 Millimeter Regen. Die Durchschnittstemperatur liegt bei 24 Grad Celsius.
|                        | Jan  | Feb  | Mär  | Apr  | Mai  | Jun  | Jul  | Aug  | Sep  | Okt  | Nov  | Dez  |   |      |
| Mittl. Temperatur (°C) | 26   | 25,8 | 24,6 | 23,3 | 22,7 | 21,8 | 21,7 | 22,3 | 23,5 | 24,7 | 25,7 | 26   | ⌀ | 24   |
| Mittl. Tagesmax. (°C)  | 30,6 | 30,2 | 28,5 | 26,8 | 26,4 | 26,1 | 26,1 | 26,8 | 28,5 | 29,9 | 30,8 | 30,8 | ⌀ | 28,4 |
| Mittl. Tagesmin. (°C)  | 21,9 | 21,9 | 21,6 | 20,7 | 19,4 | 17,6 | 17,2 | 17,8 | 18,4 | 19,8 | 21,2 | 21,9 | ⌀ | 19,9 |
|                        |      |      |      |      |      |      |      |      |      |      |      |      |   |      |
| Niederschlag (mm)      | 197  | 201  | 217  | 191  | 88   | 26   | 19   | 28   | 20   | 43   | 63   | 133  | Σ | 1226 |

| 21,9 |

| 21,9 |

| 21,6 |

| 20,7 |

| 19,4 |

| 17,6 |

| 17,2 |

| 17,8 |

| 18,4 |

| 19,8 |

| 21,2 |

| 21,9 |

| 21,9 |

| 21,9 |

| 21,6 |

| 20,7 |

| 19,4 |

| 17,6 |

| 17,2 |

| 17,8 |

| 18,4 |

| 19,8 |

| 21,2 |

| 21,9 |

## Wirtschaft und Infrastruktur
Ein wichtiger Arbeitgeber in Kidatu ist die zum Illovo-Konzern gehörende Zuckerfabrik Kilombero Sugar Factory.

### Bildung
In Kidatu befindet sich das Nationale Zuckerinstitut, eine technische Ausbildungsstätte für die Bereiche Zuckerrohrerzeugung und Zuckerverarbeitung.

### Verkehr
- Eisenbahn: Kidatu hat einen Bahnhof an der Verbindungsbahn von der Zentralbahn zur Tanzania–Zambia Railway. Die Bahn beginnt bei Kilosa im Norden und führt über die Mkata-Ebene nach Kidatu und zur Station Msolwa an der TAZARA.[5][6]
- Straße: Durch Kidatu verläuft die Nationalstraße von Morogoro im Norden nach Ifakara im Süden. Der nördliche Teil ist asphaltiert.[7]
- Flughafen: Bei Kidatu befindet sich ein kleiner Privatflugplatz mit der Kennung AG6923.[8]

### Energie
Nach Kidatu sind ein Staudamm, ein Stausee und ein Kraftwerk zur Stromerzeugung am Fluss Ruaha benannt. Der Staudamm liegt rund 10 Kilometer im Nordwesten, das Kraftwerk befindet sich am nördlichen Ortsende.

## Sehenswürdigkeiten
Kidatu befindet sich am Ostrand des Udzungwa-Mountains-Nationalparks. Dieser bietet Lebensräume vom tropischen Regenwald über Gras- und Steppenlandschaften bis zum Bergwald. Neben dem endemischen Udzungwa-Stummelaffen leben hier mehr als 400 Vogelarten. Eine besondere Sehenswürdigkeit ist der Sanje-Wasserfall acht Kilometer südwestlich von Kidatu.